# Sainte-Ruffine
Sainte-Ruffine är en kommun i departementet Moselle i regionen Grand Est (tidigare regionen Lorraine) i nordöstra Frankrike. Kommunen ligger i kantonen Ars-sur-Moselle som tillhör arrondissementet Metz-Campagne. År 2022 hade Sainte-Ruffine 605 invånare.

## Befolkningsutveckling
Antalet invånare i kommunen Sainte-Ruffine
| Referens: INSEE |